# 別府弁天池
34°15′18.5″N 131°14′41.6″E / 34.255139°N 131.244889°E

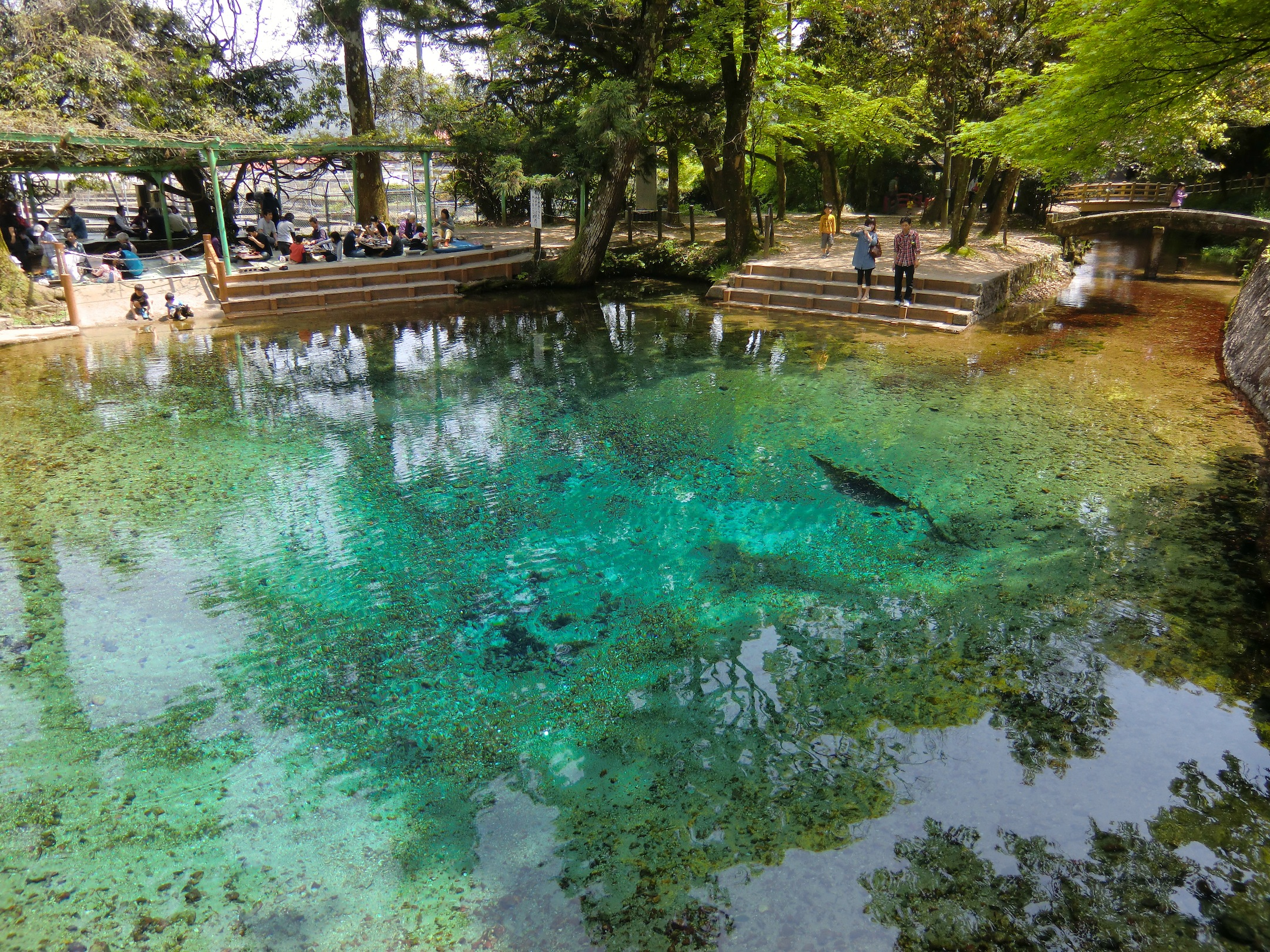
別府弁天池

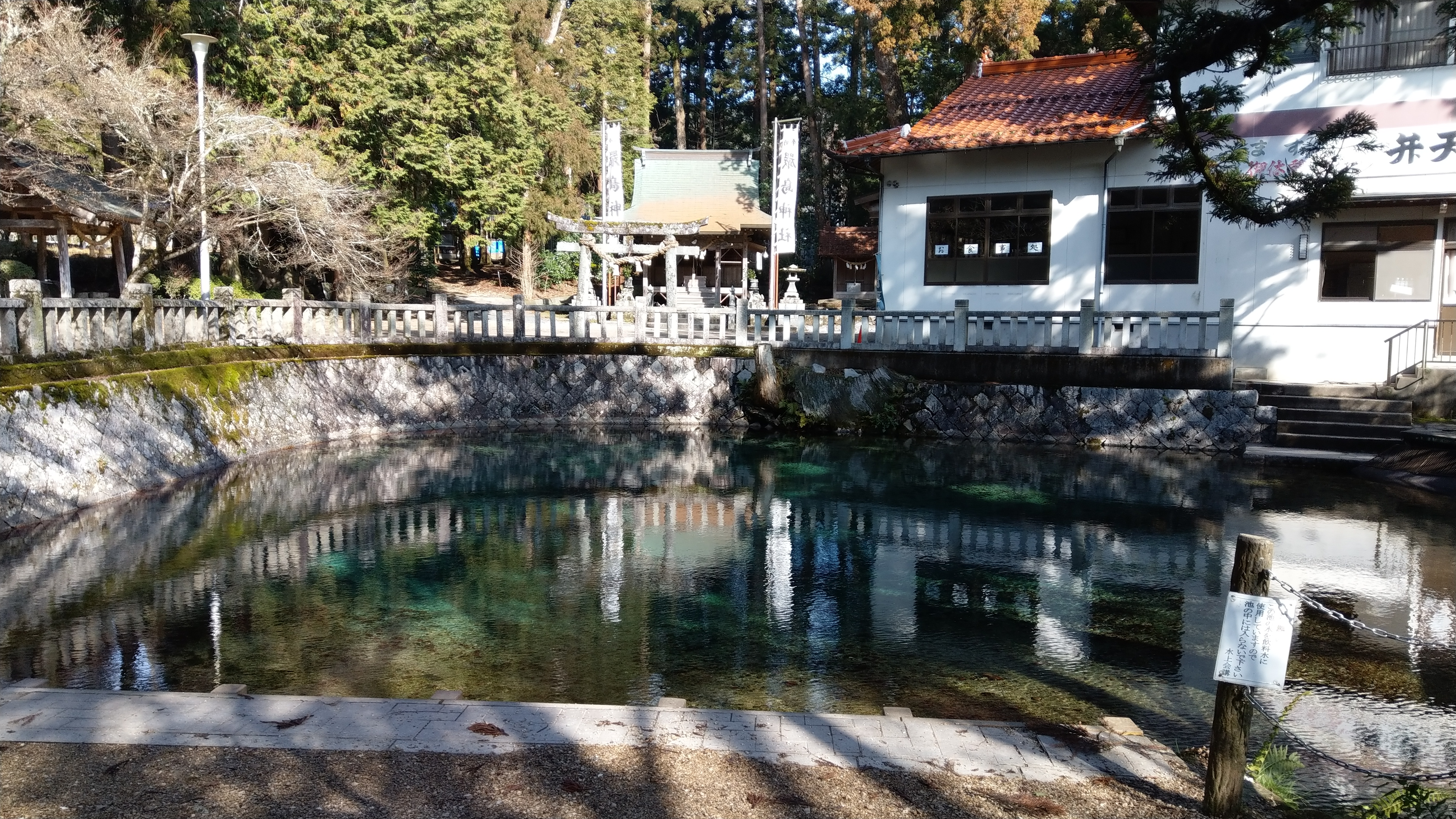
別府弁天池及後方的別府巖島神社

別府弁天池為位於日本山口縣美禰市秋芳町大字別府地區的水池，池水源自地下湧出的地下水；1985年以別府弁天池湧水之名被列入名水百選。池水透明度高，會因日照的角度產生特有的鈷藍色，使之成為秋吉台周邊的觀光景點。
池水最深處達4公尺，水溫長年約在攝氏14度，鈣含量僅20ppm，適合人類飲用，湧水水量約為每秒168公升；池水除了供周邊農田灌溉，也供附近養鱒魚。
一般在喀斯特地形區域的地下水會有較多鈣質成分，但別府弁天池的湧水並非如此，被認為因為是秋吉台地北部有許多燧石岩層，地下水從位於西北部的花尾山藉由這岩層流至此湧出。
弁天池位於別府巖島神社境內，傳說中過去在別府地區的水源不足，當地居民仔此建了辯才天的女神像後，才出現湧水形成這個水池。

## 外部連結
- （繁體中文） 別府弁天池 （页面存档备份，存于） - 美禰市觀光協會
- （简体中文） 別府弁天池 （页面存档备份，存于） - 美祢市观光协会